# Bonisme
El bonisme és una conducta basada en la creença que tots els problemes es poden resoldre a través del diàleg, la solidaritat i la tolerància, és a dir, a través d'una actitud característica de les bones persones. De vegades és considerat de manera despectiva per descriure una forma d'ingenuïtat o confiança exagerada per persones que consideren que els problemes de conviure en societat (incivilitat, netedat pública, respecte de les normes, siguin de trànsit, igualtat, soroll o diversitat… així com grossos conflictes internacionals), es resoldran per la bondat natural de les persones i que no cal dotar-se de mitjans –considerats com repressius– per fer complir les normes.
La idea ja es troba en el concepte del «millor món dels mons possibles» únic món, que Déu, segons Gottfried Wilhelm Leibniz (1646-1716), per la seva bondat i omnipotència hauria pogut crear. Voltaire (1694-1778) a l'assaig Càndid o l'optimisme va criticar fort aquesta candor. Refusa la creença que el progrés seria ineluctable, sempre que s'apliquin els bons principis, es promulguin les bones lleis i es trobin els bons mètodes.
Albert Pla i Nualart dona l'exemple d'un consistori que neteja la brutícia a gran cost sense prendre alhora mesures per cridar a l'ordre les persones que abandonen llurs residus. Carles Castellanos i Llorenç hi veu «una actitud escapista davant la realitat, allò que en català quotidià, en diem ‘fugir d'estudi’». Apareix en la discussió entre partidaris de la solució diplomàtica o la defensa armada de conflictes. El 2015, Joan Ferran i Serafini en deia: «El bel·licisme em disgusta, però el bonisme m'inquieta pel que té, de vegades, d'ingenu i paralitzant.» L'escriptor murcià Arturo Pérez-Reverte Gutiérrez veu en el bonisme occidental faç al jihadisme una feblesa davant un «enemic sense escrúpols ni inhibició ètica […] és una guerra santa que no podem pas vèncer amb diàleg». Considera difícil compaginar els valors de tolerància, igualtat i llibertat de pensament, que a Occident es van guanyar de l'obscurantisme de l'església i de la inquisició després d'una llarga lluita, amb les exigències d'una religió que no accepta aquests valors. El sociòleg suís Christian Giordano (1945-2018) observa una tendència al bonisme en les ciències socials pel tabú consensuat que fa mostra d'un «altruisme benvolent» que limita el camp de recerca com que no permet criticar per exemple les víctimes del colonialisme, de l'imperialisme o del capitalisme.

## Història del mot
El terme va ser encunyat el 1912 per l'escriptor i assagista francès Edmond Thiaudière (1837-1930), que va formular una doctrina sorprenent perquè veu «en la bondat la redempció de totes les taques humanes». Tot i que hi ha mencions des dels anys 1980, el mot italià buonismo apareix per primera vegada prominentment en un editorial del Corriere della Serra el maig de 1995. Va ser documentat per primera vegada en català el 1997 en una conversa amb l'escriptora italiana Susanna Tamaro al diari Avui. En el discurs polític bonisme esdevé sovint un insult d'adeptes de resoldre tot amb mesures fortes i repressives contra els adeptes de diàleg i mesures educatives i humanistes.